# Paraelettricità
La paraelettricità è la proprietà di alcuni materiali (specialmente ceramiche) di diventare polarizzate sotto l'applicazione di un campo elettrico. A differenza della ferroelettricità l'effetto si può avere anche se non esiste un dipolo elettrico permanente nel materiale. La rimozione del campo produce l'annullamento della polarizzazione.  Il meccanismo che dà origine alla paraelettricità è la distorsione degli orbitali elettronici attorno al nucleo oppure la polarizzazione delle molecole. 
La paraelettricità si manifesta nella fase cristallina in cui i dipoli elettrici non sono allineati (ci sono cioè domini disordinati, ciascuno elettricamente carico) e quindi hanno la possibilità di allinearsi immersi in un campo esterno rafforzandolo. A differenza di quanto succede nell'effetto ferroelettrico il campo è più debole.
Il niobato di litio LiNbO3 è ferroelettrico sotto i 1430 K, mentre diventa paraelettrico superata questa temperatura.  Altri perovskiti hanno un simile comportamento ad alte temperature.
La paraelettricità può essere una valida alternativa alle tradizionali pompe di calore: una corrente applicata a un materiale paraelettrico ne causerà il raffreddamento, questo effetto può essere sfruttato per la refrigerazione.